# Ladislaus Bortkiewicz
Ladislaus (von) Bortkiewicz, född 7 augusti 1868 i Sankt Petersburg, död 15 juli 1931 i Berlin, var en polsk-rysk statistiker, huvudsakligen verksam i Tyskland.
Efter juridiska studier vid universitetet i Sankt Petersburg sändes Bortkiewicz av ryska regeringen till utlandet för studier. Han promoverades 1892 till filosofie doktor i Göttingen och blev 1895 privatdocent i Strassburg. Han lämnade 1898 docenturen för att inträda i rysk statstjänst och arbetade tre år i pensionskassornas centralverk för statsjärnvägarnas personal. År 1901 blev han e.o. professor i statistik och angränsande ämnen vid universitetet i Berlin. Han var matematisk statistiker och anslöt sig främst till sin lärare Wilhelm Lexis. På mortalitetsstatistikens område var han delvis påverkad av sin andre lärare Georg Friedrich Knapp.
Bortkiewicz publicerade han en mängd studier och kritiker inom statistikens, nationalekonomins, filosofins och matematikens områden i akademiers, lärda sällskaps och kongressers handlingar och i facktidskrifter. I ryska vetenskapsakademiens skrifter utgav han redan 1890 undersökningar om den ortodoxa befolkningens dödlighet och livslängd i det europeiska Ryssland. I "Encyclopädie der mathematischen Wissenschaften" författade han artikeln Anwendungen der Wahrscheinlichkeitsrechnung auf Statistik. I bokform utgav han Die mittlere Lebensdauer (1893) och Das Gesetz der kleinen Zahlen (1898). Han invaldes som utländsk ledamot av svenska Vetenskapsakademien 1925.